# Космос-2194
Космос-2194 је један од преко 2400 совјетских вјештачких сателита лансираних у оквиру програма Космос.
Космос-2194 је лансиран са космодрома Плесецк, Русија, 3. јуна 1992. Ракета-носач Космос је поставила сателит у орбиту око планете Земље. Маса сателита при лансирању је износила 45 килограма. Космос-2194 је био комуникациони сателит.